# Pain for Pleasure
Pain for Pleasure è stato il gruppo musicale alter ego del gruppo pop punk canadese Sum 41. Sotto il nome Pain for Pleasure, suonavano musica heavy metal.

## Storia
Steve Jocz ebbe l'idea della loro "seconda identità", nome compreso. Al resto del gruppo piacque il nome e lo scelsero per il loro alter ego, che fu creato affinché i Sum 41 potessero suonare secondo i gusti musicali di Dave Baksh e Jocz.
I Pain for Pleasure appaiono in una serie di video dei Sum 41, compresi Fat Lip, dall'album All Killer No Filler, We're All to Blame da Chuck, e nel DVD bonus dell'album Does This Look Infected? dove eseguono una performance live con vestiti heavy metal. Hanno anche suonato su MTV Jammed.
Nonostante l'addio nel 2006 di Dave Baksh ai Sum 41, i Pain for Pleasure hanno fatto spesso la loro apparizione alla fine dei concerti dei Sum 41, solitamente suonando l'omonima Pain for Pleasure come ultima canzone dopo Fat Lip. Dopo l'abbandono della band da parte di Steve Jocz, voce dei Pain for Pleasure, la band è stata del tutto smantellata dai Sum 41.

## Formazione

### Ultima
- Steve Jocz come Pain – voce (2000-2013)
- Tom Thacker – chitarra, voce secondaria (2006-2013)
- Jay McCaslin come Sniper – basso, voce secondaria (2000-2013)
- Deryck Whibley come Gunner – batteria (2000-2013)

### Ex componenti
- Dave Baksh come Pleasure – chitarra, voce secondaria (2000-2006)

## Canzoni
Quasi tutte le canzoni dei Pain for Pleasure sono state pubblicate dai Sum 41 come B-side. Tutte le tracce sono state scritte da Steve Jocz.
| Anno | Canzone                                             | Album                    |
| ---- | --------------------------------------------------- | ------------------------ |
| 2000 | Grab the Devil by the Horns and Fuck Him up the Ass | Half Hour of Power       |
| 2001 | Pain for Pleasure                                   | All Killer No Filler     |
| 2002 | Rock You (Helix cover)                              | FUBAR: The Album         |
| 2002 | Things I Want (feat. Tenacious D)                   | Have a Cool Yule         |
| 2002 | WWVII Parts I and II                                | Does This Look Infected? |
| 2002 | Reign in Pain (Heavy Metal Jamboree)                | Does This Look Infected? |
| 2002 | The Trooper (Iron Maiden cover)                     | /                        |